# Reprezentacja Chin w piłce wodnej mężczyzn
Reprezentacja Chin w piłce wodnej mężczyzn – zespół, biorący udział w imieniu Chin w meczach i sportowych imprezach międzynarodowych w piłce wodnej, powoływany przez selekcjonera, w którym mogą występować wyłącznie zawodnicy posiadający obywatelstwo chińskie. Za jej funkcjonowanie odpowiedzialny jest Chiński Związek Pływacki (CSA), który jest członkiem Międzynarodowej Federacji Pływackiej.

## Historia
W 1974 reprezentacja Chin rozegrała swój pierwszy oficjalny mecz na igrzyskach azjatyckich.

## Udział w turniejach międzynarodowych

### Igrzyska olimpijskie
Reprezentacja Chin 3-krotnie występowała na Igrzyskach Olimpijskich. Najwyższe osiągnięcie to 9. miejsce w 1984 roku.

### Mistrzostwa świata
Dotychczas reprezentacji Chin 9 razy udało się awansować do finałów MŚ. Najwyższe osiągnięcie to 10. miejsce w 1982.

### Puchar świata
Chiny jeden raz uczestniczyły w finałach Pucharu świata. W 2010 zajęła 7. miejsce.

### Igrzyska azjatyckie
Chińskiej drużynie 12 razy udało się zakwalifikować na Igrzyska azjatyckie. W 1978, 1982, 1986, 1990 i 2006 zdobyła złote medale.